# Vercorsella
Vercosella es un género de foraminífero bentónico de la subfamilia Cuneolininae, de la familia Cuneolinidae, de la superfamilia Ataxophragmioidea, del suborden Ataxophragmiina y del orden Loftusiida. Su especie tipo es Vercosella arenata. Su rango cronoestratigráfico abarca desde el Hauteriviense superior hasta el Bedoulense (Cretácico inferior).

## Discusión
Clasificaciones previas incluían Vercosella en el suborden Textulariina del orden Textulariida o en el orden Lituolida.

## Clasificación
Vercosella incluye a las siguientes especies:
- Vercosella arenata †
- Vercosella halleinensis †
- Vercosella scarsellai †
- Vercosella wintereri †